# バグダード
バグダード（アラビア語: بَغْدَاد, ラテン文字転写：Baghdād, バグダード、英語名：Baghdad）は、イラクの首都。また、バグダード県の県庁所在地でもある。アッバース朝によって建設された古都であり、イスラム世界における主要都市の1つ。2020年の人口はおよそ714.4万人。
日本語カタカナ表記ではバグダッドとも書かれる。

## 名称と表記

### アラビア語
文語アラビア語（フスハー）の表記と発音（بَغْدَاد, baghdād, バグダード）に忠実なカタカナ表記はバグダードで、アクセントは後半のダー部分に置かれる。
音声サンプル：アラビア語での発音

### 英語
原語アラビア語で含まれる長母音ā部分が短母音a化した発音が行われている。
- UK：/bægˈdæd/（バグダド）
- US：/ˈbæg.dæd/（バグダド）

### 日本語
日本における中東関連学界の標準的カタカナ表記はバグダードが標準となっている。
一方メディアや一般向け書籍・記事では英語発音同様長母音を含まず、かつ外来語への当て字で多い-dad部分への促音「ッ」挿入によりバグダッドとカタカナ表記されることが今でも広く行われている。

## 概要

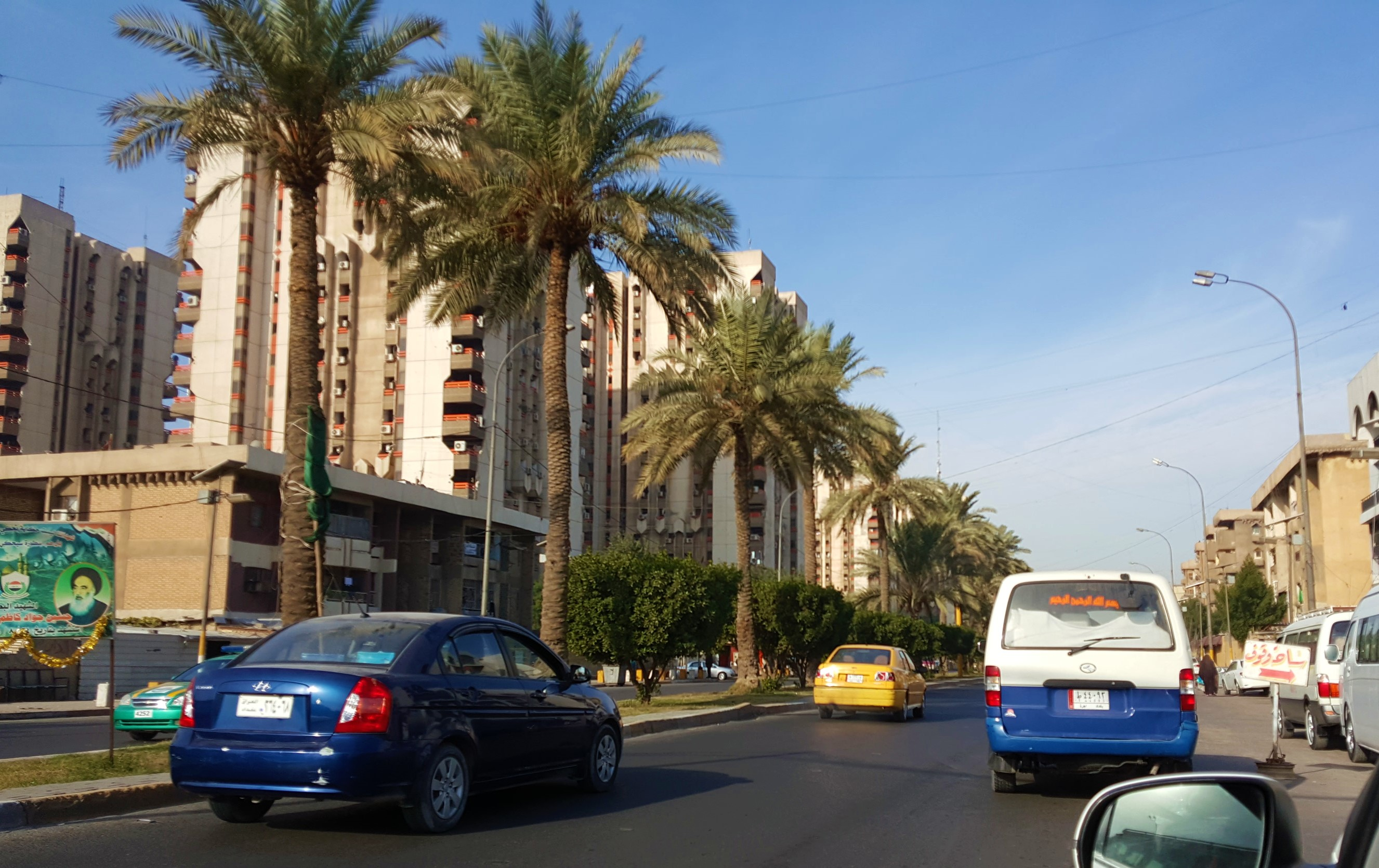
ハイファ通り

バグダードは、2003年3月のイラク戦争でアメリカ合衆国・イギリス両国を主力とする軍の攻撃を受け、同年4月に制圧されたのち、連合国暫定当局（CPA）本部が置かれた。その後、2004年6月にはイラク暫定政権への主権移譲がなされ、イラク移行政府を経て2006年にはイラク正式政府が成立し、現在に至っている。
人口増加が著しく、2025年に806万人、2050年に1509万人、2075年に2439万人、2100年の人口予測では3410万人を数える世界21位の超巨大都市となる予測が出ている。

## 名前
諸説あるバグダードの名前の由来に、ペルシア語の「神の都」がある。アッバース朝のマンスールが定めたこの名前は古代ペルシアの影響を反映したものであり、アラビア語の مَدِينَةُ السَّلَامِ（madinat al-salām, マディーナト・アッ＝サラーム / マディーナ・アッ＝サラーム：「平和の都」)　が今でも硬貨に残る公式名である。

## 立地と地理概況
バグダードは、イラク共和国の中央やや東寄りにあり、メソポタミア平原のほぼ中央、ティグリス川中流の河畔に位置する。その西を流れるユーフラテス川は同市付近でもっとも接近し、バグダードの南西約40キロメートルを南東方向にむけ流下している。
バグダードの市街地は、蛇行するティグリス川の両岸にひろがっている。左岸（東岸）にはラシード通りやバザール（市場）、諸官庁および在外公館、旧王宮、カージマイン・モスク、民族解放記念碑、バグダード大学、銀行、また、ホテルやレストラン、新住宅地などがあり、右岸（西岸）には空港やテレビ局、大統領府や議事堂、バグダード中央駅、病院、高級住宅街などがある。歴史的には西岸が古いものの、東岸より先に荒廃し、むしろ東岸に古さが残っている。なお、かつての環状都市は現在その痕跡をとどめていない。

## 歴史

### イスラーム以前
バグダードの歴史は古代メソポタミア文明にさかのぼる。すでに紀元前3000年代のシュメール人の都市国家の時代、あるいはアッカド王国の時代から集落の存在が確認されており、ハンムラビ王の時代の紀元前1800年ごろの記録には「バグダドゥ」の名もあらわれる。また、バグダードの周辺にはバビロン、セレウキア、クテシフォン、アカルクーフなど古代の首都遺跡が数多く分布する。紀元前8世紀ころにはアラム人が集住を開始しており、やがて、年ごとの定期市を開くことが慣例になったものと考えられる。
サーサーン朝時代のバグダードは、ティグリス河畔の交通の要衝であることから周辺地域の物流の中心となった。一説によると、都市名のバグダードは古代ペルシア語で「神（バグ）の贈り物」を意味するとされる。バグダードは、肥沃な農耕地帯の中央に位置し、メソポタミア地方の農産物の集積地として食糧事情に恵まれ、東西の隊商ルートと南北の河川ルートの交わる交易の結節点となりうる地の利を持っていた。この地方が当時、新興宗教であったイスラム教を信奉するアラブ人たちによって占領されたのは、634年のことである。

### アッバース朝カリフの都

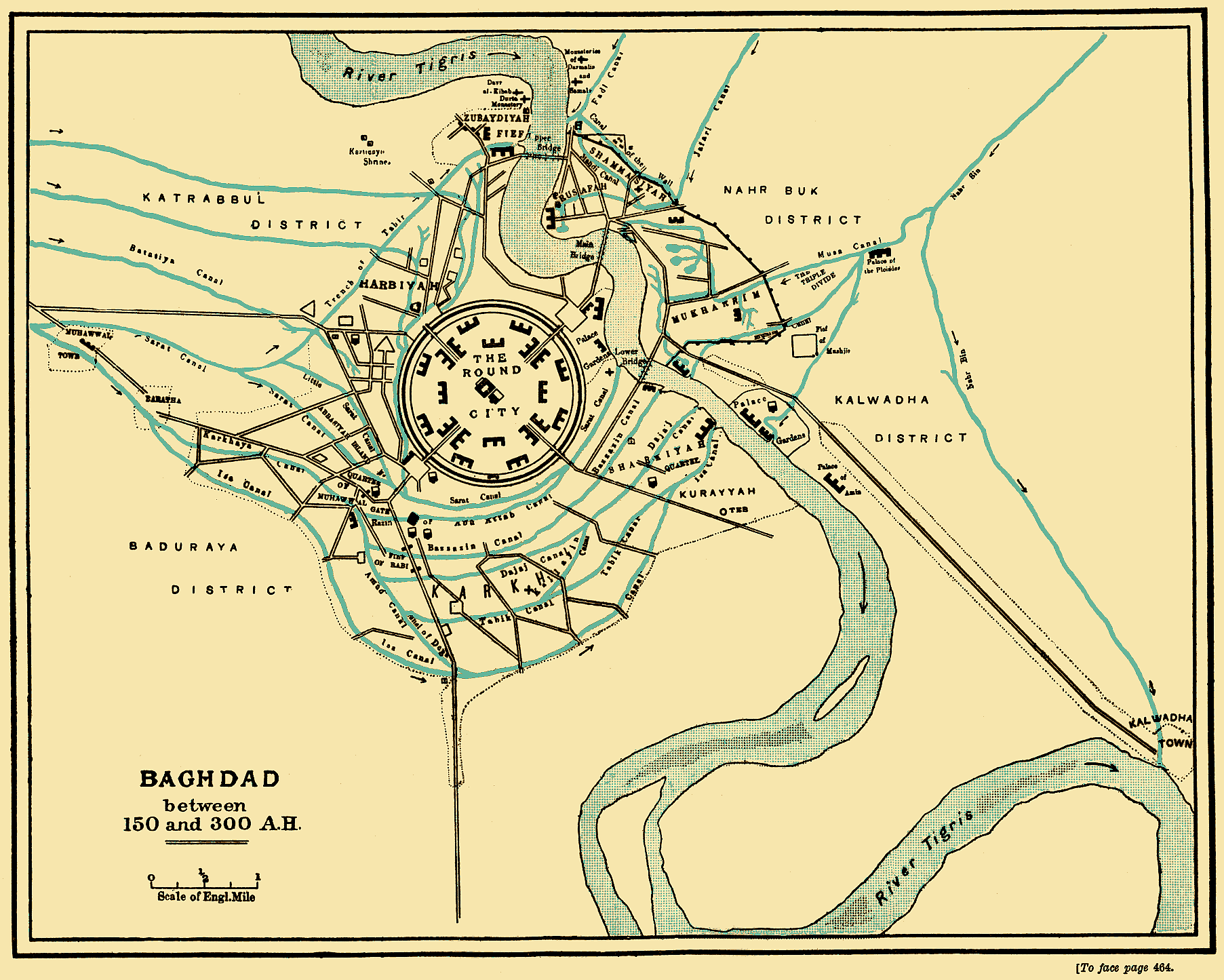
アッバース朝下のバグダード（767年ころ-912年ころ）

バグダードは、762年にアッバース朝第2代カリフのマンスールによって新都に定められた計画都市で、南フランスから中国国境に至る広大なイスラーム帝国の中心にふさわしい都市として、直径およそ2.35キロメートルの正円の城壁が建設された。当時のバグダードはキリスト教の司祭や羊飼いなどが住み、時おり定期市の開かれる小さな村落にすぎなかったが、ティグリス・ユーフラテスの両河が相互に接近し、サーサーン朝時代の運河（イーサー運河、サラート運河など）が密集し、これら運河が活用できるほか、対立勢力は船か橋を用意しなければならないところから、首都として防衛するのが比較的容易なところから新都建設地に選ばれた。イスラームの年代記によれば、マンスールは灰で巨大な円を描き、その円に沿って綿油と綿の実をまいて火を付け、やがて帝都となる地の全体を眺望したといわれる。新都建設は、4年の歳月をかけ、10万の職人と人夫、400万ディルハムの費用を投じて766年に完成した。
バグダードは、アラブ大征服の際に軍人の駐屯地から発達した軍営都市とは起源が異なり、また東ローマ帝国やサーサーン朝時代の都市を引き継いだものでもない、純然たる人工都市であり、カリフの宮殿に伺候する多くの官僚やカリフ近臣を擁する都として、また、王朝建設の主力となったホラーサーン軍団 とその子孫の駐屯地として繁栄した。バグダードが周到な計画にもとづいて建設されたことは、堅固な城塞に囲まれた円城（ムダッワラ）という都市プランによく示されている。ティグリス川西岸に建設されたバグダードの城壁は三重におよび、円城の内側には、カリフの勢威を内外に示すため、「黄金門宮」と称する宮殿やモスクが建てられ、それぞれのドームは高貴な色とされた緑色のタイルで覆われた。周囲には、諸官庁、カリフ一族の館、親衛隊駐屯所などが並び、
- 南西の「クーファ門」（アラビア半島からメッカへ）
- 北西の「シリア門」（シリアから地中海を経て東ローマ帝国へ）
- 北東の「ホラーサーン門」（イランのホラーサーンから絹の道により中央アジア・中国へ）
- 南東の「バスラ門」（バスラから海の道によりインド洋を経て東南アジア世界へ）

の4つの門を有していた。なお、円城都市は、要する城壁が最小限でありながら、防禦に際しては死角がなく最大の効果を発揮するところに利点があった 。
城内に住んだのは特権階級のみで、城壁と城壁のあいだがその居住域となっており、商人や職人などの一般市民は城外に居住するよう定められた。円城の都は、直交する2条の道路により4つの扇形の区域に分かれた。道路は門を結び、門を貫いて市外へ通じ、陸上交通の便に供したが、それのみならず中央官吏の巡視をも容易なものとした。市民は城外にいくつかの区に分かれて居住し、各区はそれぞれ壁で区切られ、夜間にはその出入口が閉鎖された。それぞれの区には最高責任者がおり、通常、アラビア人、ペルシア人、ホラズム人など出身地ごとに集住して一区を形成することが多かった。
第3代カリフのマフディー（マンスールの子、在位775年 - 785年）の代にはティグリス川東岸にも軍隊が置かれ、それにともなって商人や手工業者も数多く居住するようになって、東岸ルサーファ地区が形成され、ティグリス川に架かる舟橋はゆきかう人馬で賑わっていたという。また、アッバース朝の歴代宰相（ワズィール）を輩出したバルマク家も、ルサーファ地区北のシャンマーシーヤ地区に大邸宅を構えていたと伝承されている。
アラビア語で「平安の都」を意味するマディーナ・アッ＝サラームの名が与えられた新都バグダードは、当時、唐の長安と並ぶ世界最大の都市であった。人口は100万を超え、アッバース朝最盛期の第5代カリフ、ハールーン・アッ＝ラシード（在位786年 - 809年）の時代には150万人におよんだとみられる。バグダード市民はとりわけコーランの教えを遵守するよう求めた。バグダードの街には6万の礼拝所と3万の公衆浴場があったといわれる。大説話集『千夜一夜物語』収載の多くの物語の舞台にもなっており、そこでは、ハールーンは、従者を連れて夜な夜なバグダードの街を歩き回る風流な君主として描かれている。

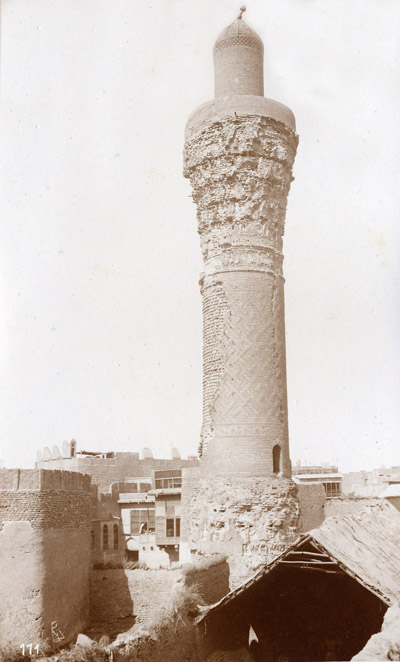

アッバース朝は駅伝制（バリード）によって帝国各地を結んでいたが、バグダードはその重要な結節点であり、中近東における代表的な商業都市であるというばかりではなく、中国、東南アジア、インドからサハラ以南のアフリカや欧州までを含む国際交易網の中心として、また、シルクロードにおける西の起点・終着点として、「世界の十字路」と称されるほどの繁栄をきわめた。
バグダードはまた、イスラーム世界の学問の中心地として各地から多くの学者が集まった。アッバース朝の軍は751年のタラス河畔の戦いにおいて唐軍を破り、唐で国外不出とされた紙の製法がイスラーム世界にもたらされた。そののち紙の普及によって行政通達の円滑化や翻訳事業も進んだ。ハールーン・アッ＝ラシードは、バグダードに紙工場をつくり、のちにはダマスカスにも設けたといわれている。中国からは養蚕の技術や羅針盤も伝わった。インドからはゼロの数字をもつ数学が伝来し、インド数字をもとにアラビア数字がつくられた。ハールーンの時代には、宮廷文化も絶頂に達し、詩人アブー・ヌワース、歌手イブラーヒーム・アルマウスィリーとイスハーク・アルマウスィリーの親子など数多くの文化人が伺候した。また、数多くのギリシア語文献が収集されてアラビア語に翻訳された。とくにハールーンの「知恵の宝庫（ヒザーナ・アルヒクマ）をもとに、9世紀前半に第7代カリフマアムーンによってバグダードに建設された「知恵の館（バイト・アルヒクマ）」では、プラトンやアリストテレスなどの著作が翻訳・研究された。以後、バグダードは、東方におけるギリシア学術研究の中心地となった。ギリシアの学術に興味をもったマアムーンは、バグダードに天文台を建設した。こうしてアッバース朝下のバグダードではギリシャ・ペルシャ・インドにおける哲学・数学・自然科学・医学などの文化が融合して高度なイスラーム文化が発達し、これはのちにラテン語にも翻訳されてヨーロッパ文化の発展にも大きな影響をあたえた。

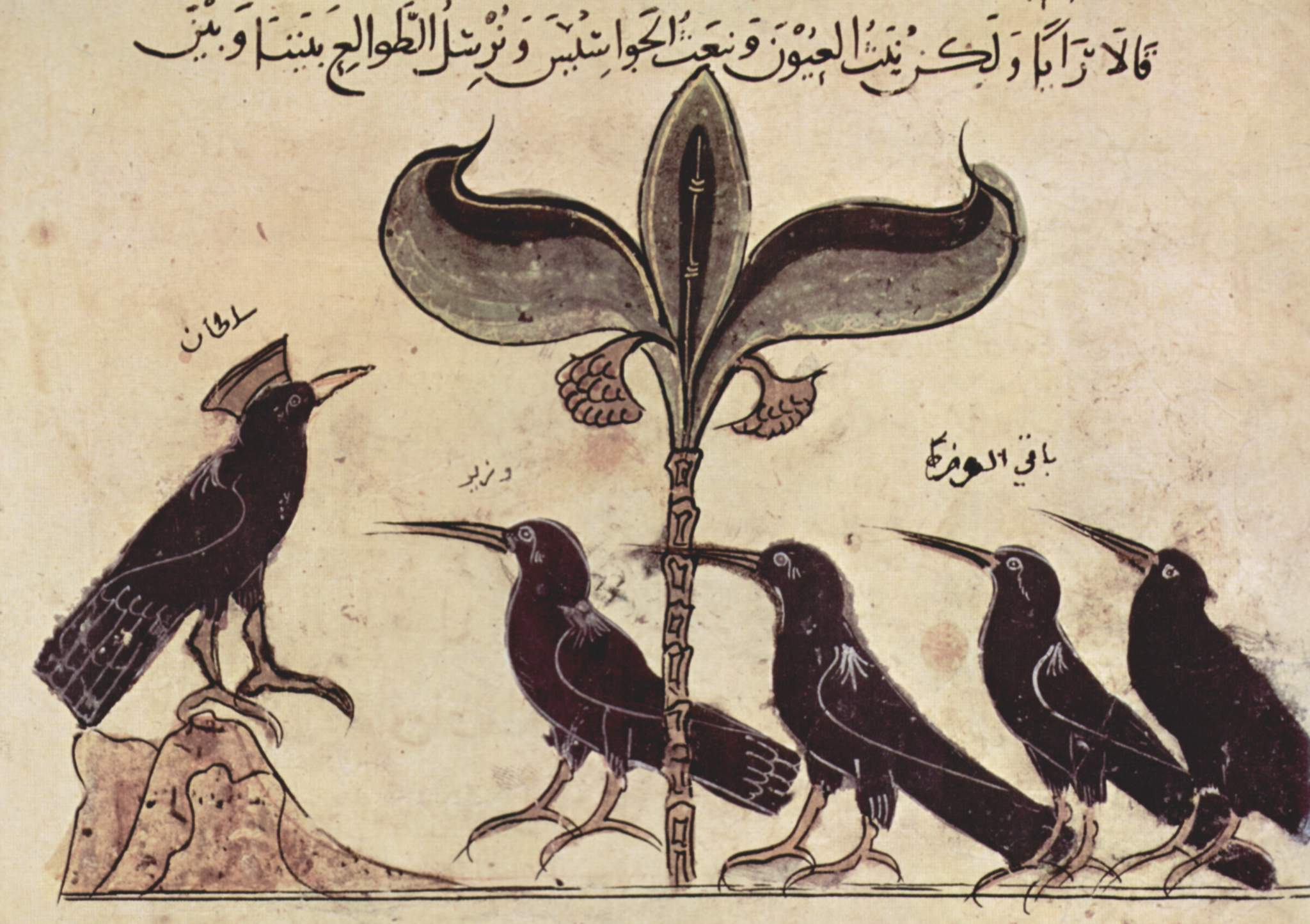
インドの説話『パンチャタントラ』も『カリーラとディムナ』としてアラビア語訳された（1200年 - 1220年）

商業のさかんであったバグダードの市場（スーク）には世界中の商品が集まった。中国の絹織物や陶磁器、インド・東南アジアの香辛料、アフリカの金や奴隷などである。世界で初めて小切手が使用されたのもアッバース朝時代のバグダードであるといわれる。王宮約2キロメートル南に所在するカルフ地区は、バグダード建設当初は円城の外壁と内壁を結ぶアーケードに設けられた市場を移転して形成された商業地であった。移転は773年におこなわれたが、その目的は円城内の治安を確保するためであったといわれる。これにより、果物市場、織物市場、両替商街、書店街、羊肉屋街などの多様な市場が現れ、それぞれのスークには親方ないし監督者がいて、諸事の管理監督にあたった。カルフ地区にはやがてシーア派を信奉する商工業者が集まり、イスラーム世界の先進技術を駆使した生産と商取引の一大中心地となっていった。当時のバグダードは、絹織物や綿織物、ガラス・金属工芸、刀剣、紙などが産品として著名であり、とくに織物は各地に輸出されている。
ワクフといわれる有力者による寄付行為もさかんに行われ、モスクや医療施設、市場が多数つくられ、市場からの収益によって国富が増大した。特に医療面では世界初の総合病院が設けられている。イスラームの医学は、のちの西洋医学に大きな影響をあたえた。
ハールーン・アッ＝ラシードの死後、2人の子（アミーンとマアムーン）の間に後継争いが生じ、円城はその際、はなはだしい損傷をうけ、そののちも完全には復旧されなかった。アミーンは歴代カリフのなかでも教養豊かな人物であったが、ハルーンとの誓約を破り異母兄マアムーンではなく実子を後継にすえたために対立が生じたものであった。
9世紀のムウタスィムによる一時的なサーマッラーへの遷都（836年）後もバグダードの繁栄は揺るぐことなく、むしろ都市の規模は拡大した。9世紀にはハールーン死後の813年と第12代カリフムスタイーン治下の865年に起こった内乱によって、バグダードの中心はティグリス川東岸に移った。892年、首都は再びバグダードにもどされたが、王宮はティグリス東岸に置かれた。アッバース朝治下のバグダードの最盛期は9世紀から10世紀初頭にかけてといわれている。しかし、946年には十二イマーム派を奉ずるブワイフ朝のアフマドがバグダード入りしてカリフよりアミール・アルウマラーに任命されて政治の実権を奪い、10世紀後半以降は、アッバース朝を支える軍人相互の抗争、民衆暴動の頻発、洪水の頻発などによって次第に荒廃しはじめた。

### アッバース朝の滅亡とバグダードの衰退
1055年、中央アジア出身の王朝セルジューク朝がバグダードを占領した。セルジューク朝初代のトゥグリル・ベグは、ブワイフ朝のアミール・アルウマラーを追放してその勢力を駆逐し、第26代カリフのカーイム（1031年 - 1075年）より「スルタン」（「権力」）の称号 を受け、バグダードのカリフには忠誠を誓ったので、バグダード周辺は「バグダード・カリフ領」としてセルジューク朝およびホラズム・シャー朝の時期を通じてアッバース朝カリフの支配下にあった。セルジューク朝の宰相ニザームルムルクは、シーア派勢力の拡大に対抗してスンナ派のウラマー（法学者）を養成する必要から、1067年、バグダードのティグリス川東岸にみずからの名を冠したマドラサ（ニザーミーヤ学院）を建設した。
しかし、11世紀以降、イスラーム文化の中心地はバグダードからしだいにカイロにうつっていった。これは、アッバース朝カリフの威信低下、スルタン制の確立、イクター制の一般化、イスラーム思想の固定化の進行など一連の西アジア社会の構造変化と無縁ではなかった。

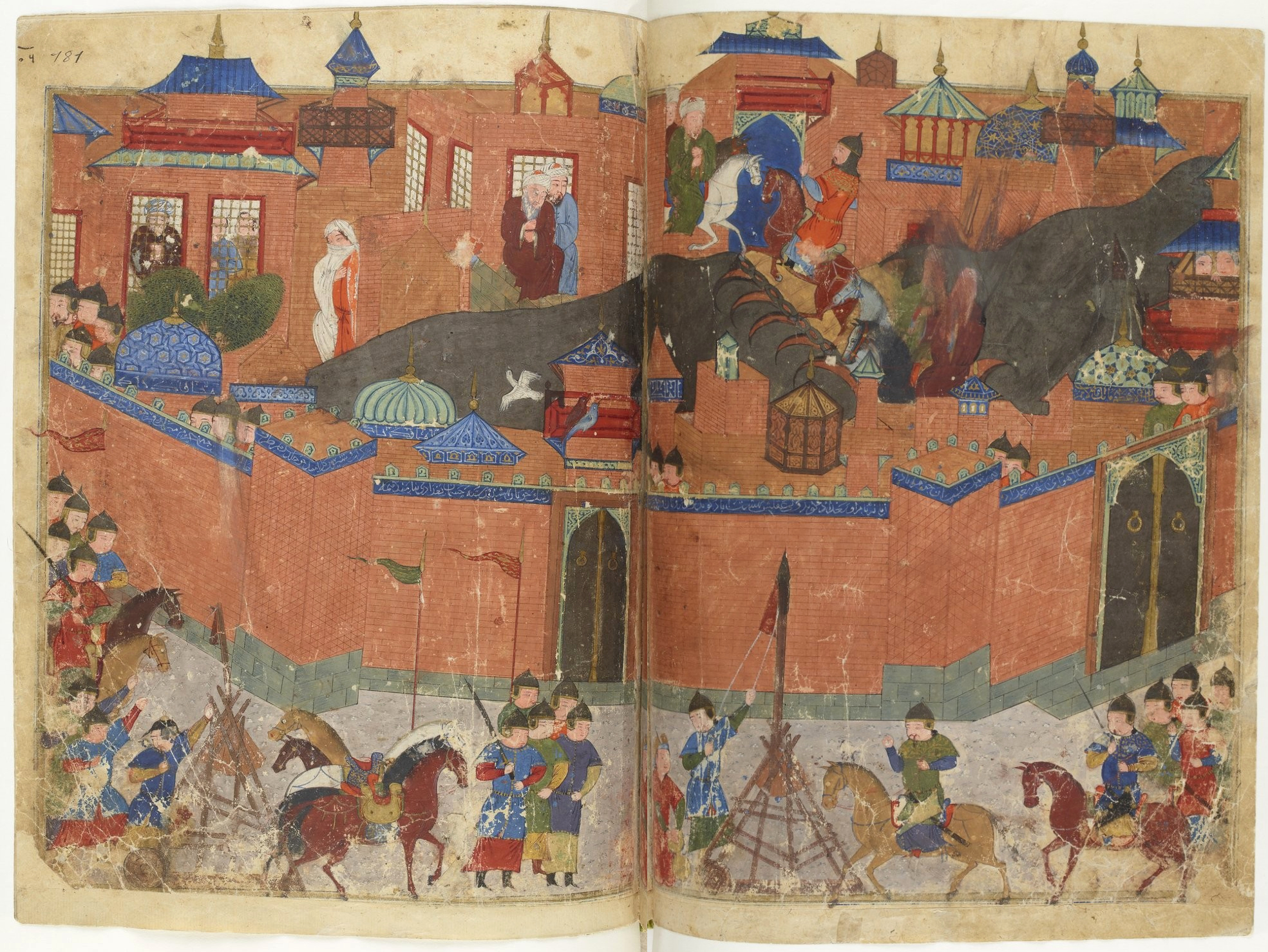
1258年のフレグのバグダード侵攻を描いた14世紀の細密画（パリ国立図書館蔵）

1258年、モンゴル帝国軍の侵攻によってアッバース朝はついに滅亡し、バグダードは灰燼に帰した（バグダードの戦い）。チンギス・カンの孫にあたるモンゴルの将フレグは最後のカリフムスタアスィムを殺害し、住民80万を殺戮したといわれる。豊かな農耕地と灌漑施設が破壊され、経済基盤を喪失したバグダードはその後フレグの建てたイルハン朝に属した。1234年完成のムスタンスィリーヤ学院や12世紀の城門のひとつバーブ・アルワスターニーなどを除けば、現在のバグダードにはアッバース朝時代の遺構はごく少数しか遺存していない。
14世紀にモンゴルより独立したジャライル朝は、ミルジャン・モスク（1358年）や現在イスラーム博物館となっているハーン・マルジャーンなどの建造物をのこしたが、バグダードが「カリフの都」の座を失うと、イスラーム世界における学問の中心も完全にマムルーク朝の都カイロにうつり、メソポタミア地方における一地方都市へと転落していった。なお、14世紀前半には『三大陸周遊記』の著者イブン＝バットゥータがバグダードを訪れている。こののち、バグダードは、14世紀末と15世紀初め、2度にわたってティムールの略奪を受け、15世紀なかばには廃墟同然になってしまった。
アッバース朝滅亡後のバグダードは、イルハン朝、ジャライル朝、ティムール朝の支配を受けたのち、1410年にはテュルク系の黒羊朝、1469年からは同じテュルク系の白羊朝の支配を受け、16世紀から17世紀にかけては、トルコのオスマン朝のスルタンとペルシアのサファヴィー朝のシャーとのあいだで争奪の対象となった。すなわち、1508年にはシャーイスマーイール1世のサファヴィー朝、1534年には皇帝スレイマン1世のオスマン帝国、1623年にはアッバース1世のサファヴィー朝、1634年にはムラト4世のオスマン帝国と支配者が二転三転した。このような支配者交替は、バグダードがトルコとペルシアの両帝国の中間に立地していたことと、この地方のムスリムがスンナ派・シーア派に二分されたことにも由っている。しかし、この間バグダードは政治的には全く周縁の位置にあり、長期にわたって衰退した。
17世紀中葉以降はオスマン帝国の支配下に入り、徐々にではあるが、次第に復興を遂げていった。18世紀初頭に任命されたメソポタミアの太守アフメット・パシャおよびハサン・パシャは、行政機構の内部にシルカシア人マムルークの奴隷組織を組み込むことに成功し、バグダードをメソポタミア行政の中心地にすることに成功した。

### イラク王国の首都に

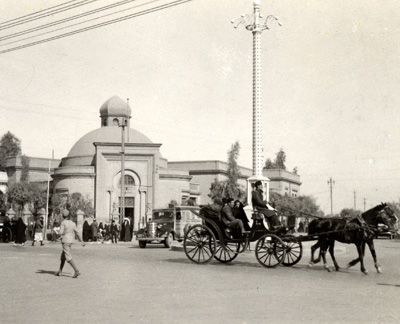
1930年のバグダード

1798年、イギリスの商館がバグダードに建設され、1802年にはその駐在官が領事としての地位を有するようになった。イギリス領事はオスマン帝国の太守に次ぐ権限をあたえられた。19世紀後半になるとオスマン帝国の凋落が著しくなったのに対し、ヨーロッパ大陸においては従来小国分立の状態にあったドイツとイタリアに統一国家（ドイツ帝国、イタリア王国）が成立し、とくに新興ドイツは中近東への進出をめざした。ドイツ皇帝ヴィルヘルム2世は大海軍の建造に着手する一方、1899年にオスマン帝国からバグダード鉄道の敷設権を獲得して、ベルリン、イスタンブール（ビザンティウム）、バグダードの3都市を結び、沿線に資本を投下することにより西アジア地域への勢力拡大をはかった（3B政策）。しかし、この政策はイギリスの3C政策のみならずロシアの南下政策との対立を招いた。
1914年に起こった第一次世界大戦は、中近東の政治地図を塗り替えた。イギリスは大戦中の1915年、「アラブ反乱」をあおってアラブの名門ハーシム家のフサイン・イブン・アリーにマクマホン書簡を手渡した（フサイン＝マクマホン協定）。1917年、バグダードをふくむイラク地方がイギリス軍に占領され、その後のドイツ・オスマン帝国の敗北によって3B政策は頓挫した。
戦後の1921年には現在のイラクの領域にイギリス委任統治領メソポタミアが成立してイラク建国の準備がなされ、バグダードはその首都となった。1932年には委任統治が終了し、ハーシム家のファイサル1世（フサインの三男）を君主とするイラク王国が成立した。王宮はティグリス左岸に建てられた。なお、オスマン帝国の一部であった1900年の段階では14万人だったバグダードの人口は、1950年には50万人に達している。

### 現代
第二次世界大戦直後の1946年、イラク王国はアラブ連盟に加盟したが、やがて世界は「冷たい戦争」とよばれる東西対立の時代にはいった。1955年、パキスタン、イラン、イラク、トルコ、イギリスの五ヶ国は中東条約機構（METO）を結成し、バグダードにはその本部が置かれた（バグダード条約機構）。これはソ連封じ込めをはかったものであったが、加盟をめぐってイラク国内は紛糾し、1958年7月14日、バグダードで反英米共和政派による革命（7月14日革命）が起こった。この政変により、国王一家や摂政が殺害され、アブドルカリーム・カーシムを首班とする人民共和国が成立した。カーシム政権は翌1959年にバグダード条約機構を脱退した。
その後、1963年のバアス党のクーデタ、1968年の同党による一党独裁、1979年のサッダーム・フセイン政権の成立、1980年から1988年までのイラン・イラク戦争、1990年のクウェート侵攻とそれにつづく1991年までの湾岸戦争、2003年のイラク戦争など政変・戦争がつづいたが、バグダードはその間つねにイラク政治の中心であった。
なお、バグダード郊外のサドルシティはイスラム主義が影響力を持っており、カーシム時代に「革命市」(مدينة ألثورة "Al-Thawra")としてイラク共産党の大臣Naziha al-Dulaimiが建設したこともあってかつてから反体制派が強いところであり、1963年のバアス党のクーデタの際にはレジスタンス運動が起こり、フセイン政権下では「サダムシティ」と命名されていた。
2003年のイラク戦争では米軍が空爆をおこない最終的に陸軍を投入して、4月、連合国によって占領された。フセインはのちに捕らえられて処刑された。バグダードには連合国暫定当局（CPA）本部が置かれ、その後、イラク暫定政権、イラク移行政府を経て2006年5月、憲法にもとづいた議会選挙によって正式政府が成立して、現在に至っている。しかし、複雑な宗教・民族構成を反映して、少数派が政治上の諸権利および石油等の利権を要求し、イラク国民としてのアイデンティティが形成されないなか、アメリカなど占領国の利害もからみ、アメリカ的民主主義への反発などから抗争が続いている。
2009年1月よりアメリカ合衆国大統領を務めるバラク・オバマは2011年中のイラクからの完全撤退を公約し、2009年6月末の段階で都市部からの撤退をほぼ完了、その後公約通り2011年12月18日に全部隊のイラクからの撤退を完了した。しかし、現実には治安は決して回復しておらず、連日、大規模なテロや爆破がつづいている。

## 自然
ティグリス川の両側に発達したバグダードの街は、鉄道橋も含め5つの橋で東西が結ばれている。6番目の橋が、カージマイン・モスクのある北郊のカージミーヤ地区に通じている。

### 気候
ケッペンの気候区分でいう砂漠気候（BW）に属する。年平均気温は約22℃と温暖である。冬も平均最高気温が15℃をくだらないが、夏の暑さは厳しい。気温の日較差は一年を通して大きい。年間降水量は通年でも123ミリメートルにすぎず、降雨はほとんど冬季に集中する。冬季は、北極方面からの寒気の影響を受け、月平均降雨日数 が3日から5日に達する。積雪は、2008年と2020年に記録されている。
| バグダードの気候                              | バグダードの気候 | バグダードの気候 | バグダードの気候 | バグダードの気候 | バグダードの気候 | バグダードの気候 | バグダードの気候 | バグダードの気候 | バグダードの気候 | バグダードの気候 | バグダードの気候 | バグダードの気候 | バグダードの気候 |
| 月                                            | 1月              | 2月              | 3月              | 4月              | 5月              | 6月              | 7月              | 8月              | 9月              | 10月             | 11月             | 12月             | 年               |
| --------------------------------------------- | ---------------- | ---------------- | ---------------- | ---------------- | ---------------- | ---------------- | ---------------- | ---------------- | ---------------- | ---------------- | ---------------- | ---------------- | ---------------- |
| 最高気温記録 °C （°F）                        | 24.8 (76.6)      | 27.1 (80.8)      | 30.9 (87.6)      | 38.6 (101.5)     | 43.5 (110.3)     | 48.8 (119.8)     | 50.0 (122)       | 49.9 (121.8)     | 47.7 (117.9)     | 40.2 (104.4)     | 35.6 (96.1)      | 25.3 (77.5)      | 50 (122)         |
| 平均最高気温 °C （°F）                        | 15.5 (59.9)      | 18.5 (65.3)      | 23.6 (74.5)      | 29.9 (85.8)      | 36.5 (97.7)      | 41.3 (106.3)     | 44.0 (111.2)     | 43.5 (110.3)     | 40.2 (104.4)     | 33.4 (92.1)      | 23.7 (74.7)      | 17.2 (63)        | 30.6 (87.1)      |
| 平均最低気温 °C （°F）                        | 3.8 (38.8)       | 5.5 (41.9)       | 9.6 (49.3)       | 15.2 (59.4)      | 20.1 (68.2)      | 23.3 (73.9)      | 25.5 (77.9)      | 24.5 (76.1)      | 20.7 (69.3)      | 15.9 (60.6)      | 9.2 (48.6)       | 5.1 (41.2)       | 14.9 (58.8)      |
| 最低気温記録 °C （°F）                        | −11.0 (12.2)     | −10.0 (14)       | −5.5 (22.1)      | −0.6 (30.9)      | 8.3 (46.9)       | 14.6 (58.3)      | 22.4 (72.3)      | 20.6 (69.1)      | 15.3 (59.5)      | 6.2 (43.2)       | −1.5 (29.3)      | −8.7 (16.3)      | −11 (12.2)       |
| 雨量 mm （inch）                              | 27.2 (1.071)     | 19.1 (0.752)     | 22.0 (0.866)     | 15.6 (0.614)     | 3.2 (0.126)      | 0 (0)            | 0 (0)            | 0 (0)            | 0 (0)            | 3.3 (0.13)       | 12.4 (0.488)     | 20.0 (0.787)     | 122.8 (4.835)    |
| 平均降雨日数 （≥0.001 mm）                    | 8                | 7                | 8                | 6                | 4                | 0                | 0                | 0                | 0                | 4                | 6                | 7                | 50               |
| % 湿度                                        | 71               | 61               | 53               | 43               | 30               | 21               | 22               | 22               | 26               | 34               | 54               | 71               | 42.3             |
| 平均月間日照時間                              | 192.2            | 203.3            | 244.9            | 255.0            | 300.7            | 348.0            | 347.2            | 353.4            | 315.0            | 272.8            | 213.0            | 195.3            | 3,240.8          |
| 出典1：World Meteorological Organization (UN) |                  |                  |                  |                  |                  |                  |                  |                  |                  |                  |                  |                  |                  |
| 出典2：Climate & Temperature                  |                  |                  |                  |                  |                  |                  |                  |                  |                  |                  |                  |                  |                  |

### 自然災害
バグダードは、その自然条件により、しばしば大洪水に見舞われ大きな被害を受けてきたが、ティグリス川上流のサーマッラーに治水用のダムが設けられたため、洪水によって甚大な被害を受ける危険からは救われた。

## 産業
バグダードは、イラクの経済・交通・文化の中心であり、イラク工業の大半が集中する。伝統的工業としてじゅうたんや絹織物、また綿製品・皮革製品・たばこ・アラック酒などがあり、セメントや鉄道修理、食品加工、繊維などの近代工業もさかんである。また石油化学工業なども盛んであるが、イラン・イラク戦争や湾岸戦争など度重なる戦争で多くの施設が破壊されたこともあり、現在修復作業がさかんに行われている。

## 交通

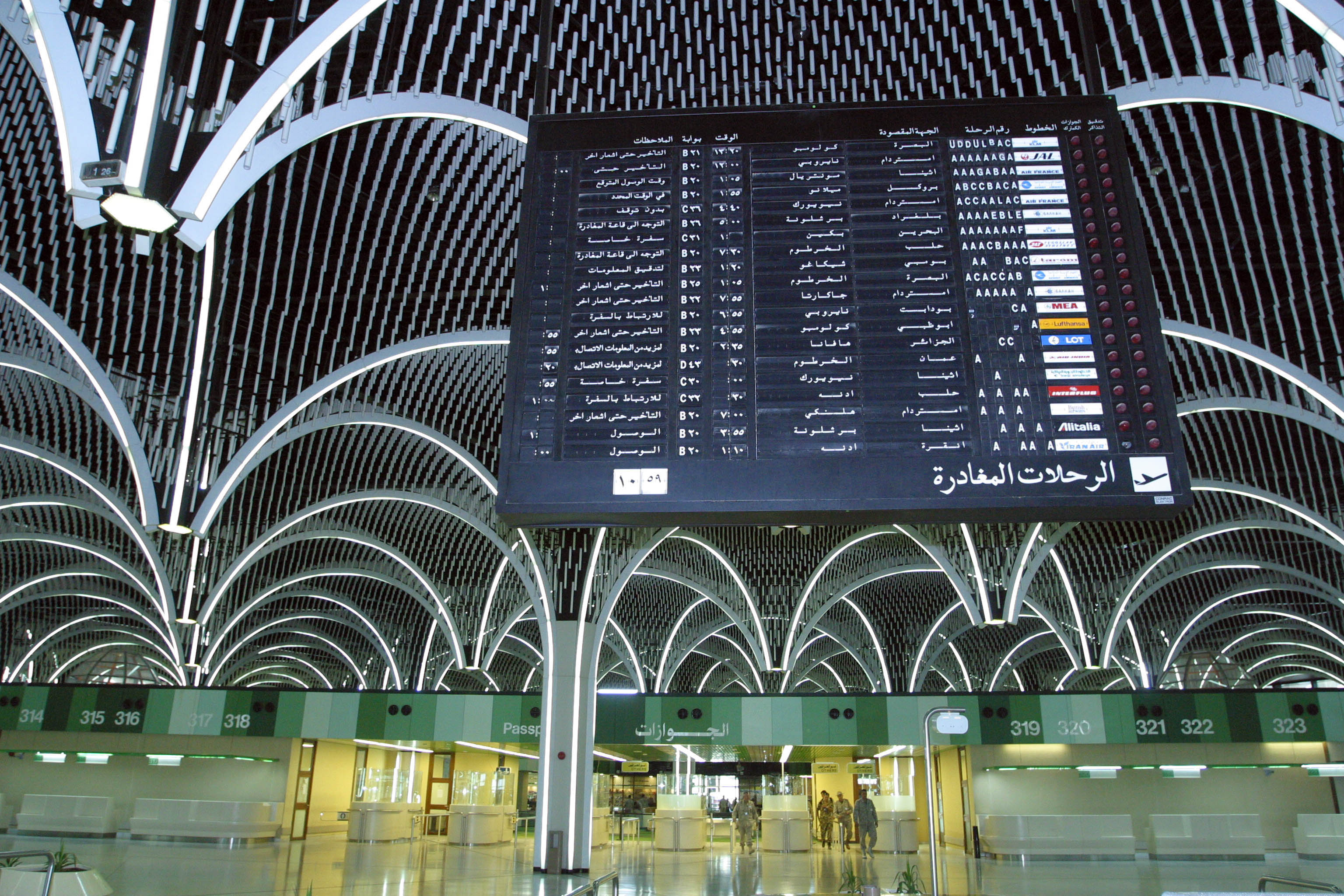
バグダード国際空港（2003年）

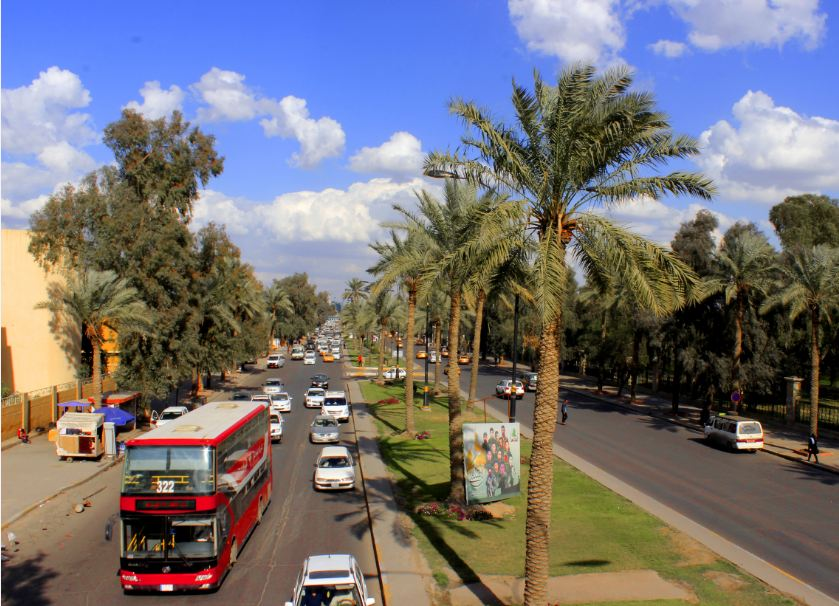
2015年

バグダード国際空港からヨルダンのアンマンやアラブ首長国連邦のドバイなどに定期便が就航している。また近隣国の主要都市からは不定期長距離バスやチャータータクシーで行くことができる。
イラクの鉄道は、オスマン帝国時代末期にさかのぼるが、鉄道網の大部分は第一次世界大戦中にメソポタミアを占領したイギリス軍によって建設されたものである。市内にはイラク国内最大となるイラク鉄道のバグダード・セントラル駅があり、バグダード・セントラル駅からは、バスラやモスル、キルクークなどイラク国内の主要都市と結ばれるだけでなく、シリアやトルコなどへも延伸しており、さらにヨーロッパ大陸に通じる。バグダード鉄道の一部である首都バグダードと第二の都市バスラを結ぶ重要路線には2013年時点で時速64kmの老朽化した2つの車両しかなかったが、2014年に中華人民共和国から時速160kmでエアコンなどを完備した近代的な青島四方機車車輛製の高速車両が導入された（バグダード＝バスラ高速鉄道路線）。
汽船がティグリス川を航行し、バスラとのあいだを結んでいる。なお、バグダードの交通網を改善するため19世紀に実施された調査では、ユーフラテス川の汽船航行は不可能であることが判明している。
幹線道路は、イラク国内各地のみならずヨルダン、シリア、イラン、クウェートなどと結ばれており、現代においてもバグダードは水陸交通の要衝となっている。

## 観光

### 歴史的建造物
モンゴルとティムールの侵攻による破壊や煉瓦という風化しやすい素材が建築用材として用いられることが多かったことが原因で、現存する遺構の数は決して多くない。アッバース朝時代の建築としては、以下の数棟がのこるのみである。
ムスタンスィリーヤ学院は1234年に建てられた煉瓦造のマドラサで、しばしば「世界最古の大学」と称される。名称は創設者の第36代カリフムスタンスィルに由来する。この学院が収蔵していた30万冊におよぶ図書は、1258年、フレグの率いるモンゴル軍によってティグリス川に投げこまれ、そのため川はインクで黒く染まったといわれている。中庭には泉水をともない、複数のイーワーンが外部と中庭をつないでいる。建物は現在、博物館として利用されており、イラク中央銀行の発行するイラク・ディナール紙幣の図柄にもなっている。

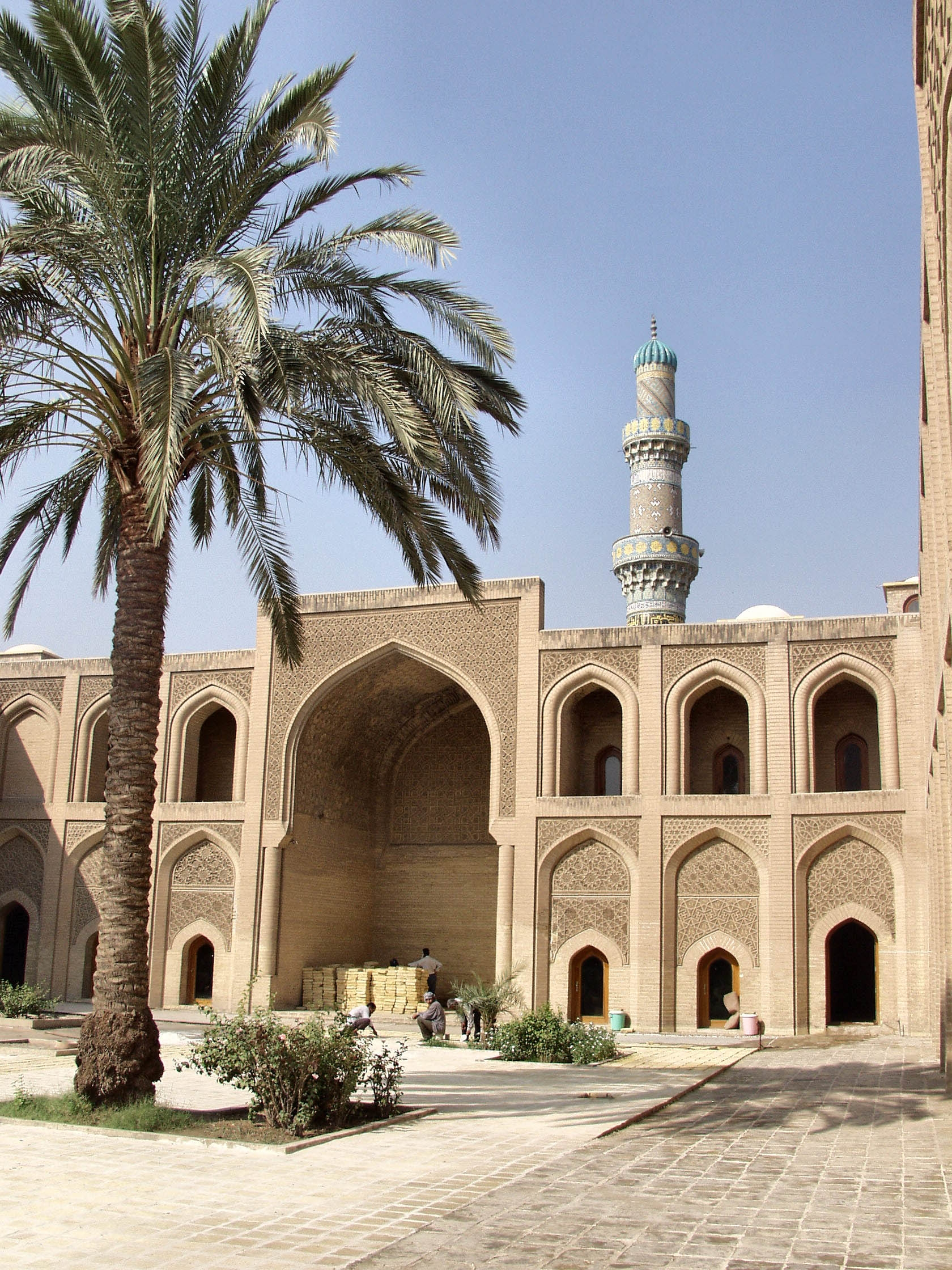
ムスタンスィリーヤ学院

アッバース宮殿は1230年ころマドラサとして建設された建物で、ミダーン地区に所在する。博物館に改装されて利用されていたが、2003年、強盗団によってアッバース朝時代の家具・調度品・書籍のほとんどが略奪された。
12世紀に建設されたバーブ・アルワスターニは、バグダードに現存する唯一の城壁門であり、円形都市建設時の「ホラーサーン門」に相当する。現在は戦争博物館になっている。
スーク・アル=ガーズル寺院のミナレット（尖塔）は市内で最も古い建造物で10世紀初頭の作といわれる。なお、スーク・アル＝ガーズルとは「糸市場」の意であり、現在は古い街並みを見下ろす位置にあるが、かつてはカリフのモスクの尖塔であった。この尖塔の下位部分はいまだ土に埋もれたままである。
シッタ・ズバイダの墓塔は1179年ころから1225年ころまでの時期に建設されたもので、八角形の基台のうえにムカルナス装飾をともなった三角錐の形状の塔をのせた墓である。
アッバース朝滅亡以後のものとしては、モスク、マドラサ、墓廟より成るマルジャーニーヤ建築群やハーン（隊商宿）として用いられたハーン・マルジャーンがあり、ともに14世紀中葉の遺構である。イラク観光省の修復を経て料亭としても用いられたハーン・マルジャーンは、アミン・アルジャーンによって建設されたイラク唯一の屋根付きハーンである。2階建てでユニークな設計プラン・採光法を採用している。

### 聖地・宗教施設
カージマイン・モスクは、バグダードの都心から北へ約8キロメートル、カージミーヤの地に建てられたイスラーム教シーア派の聖地である。金色をした銅板のドームと美しい彩釉タイルの門で知られ、シーア派第7代イマームのムーサー・カーズィム（位765年－799年）および第9代イマームのムハンマド・タキー（位818年－835年）が埋葬されているところから、「カーズィム廟」の名もある。霊廟の起源は古いが、現在のかたちに整備されたのは17世紀以降であり、19世紀にガージャール朝ペルシアのシャーによる大改修がおこなわれた。ドームは2つあり、これが2人のイマームを象徴している。カージマイン・モスクの周辺には住宅が広がっている。

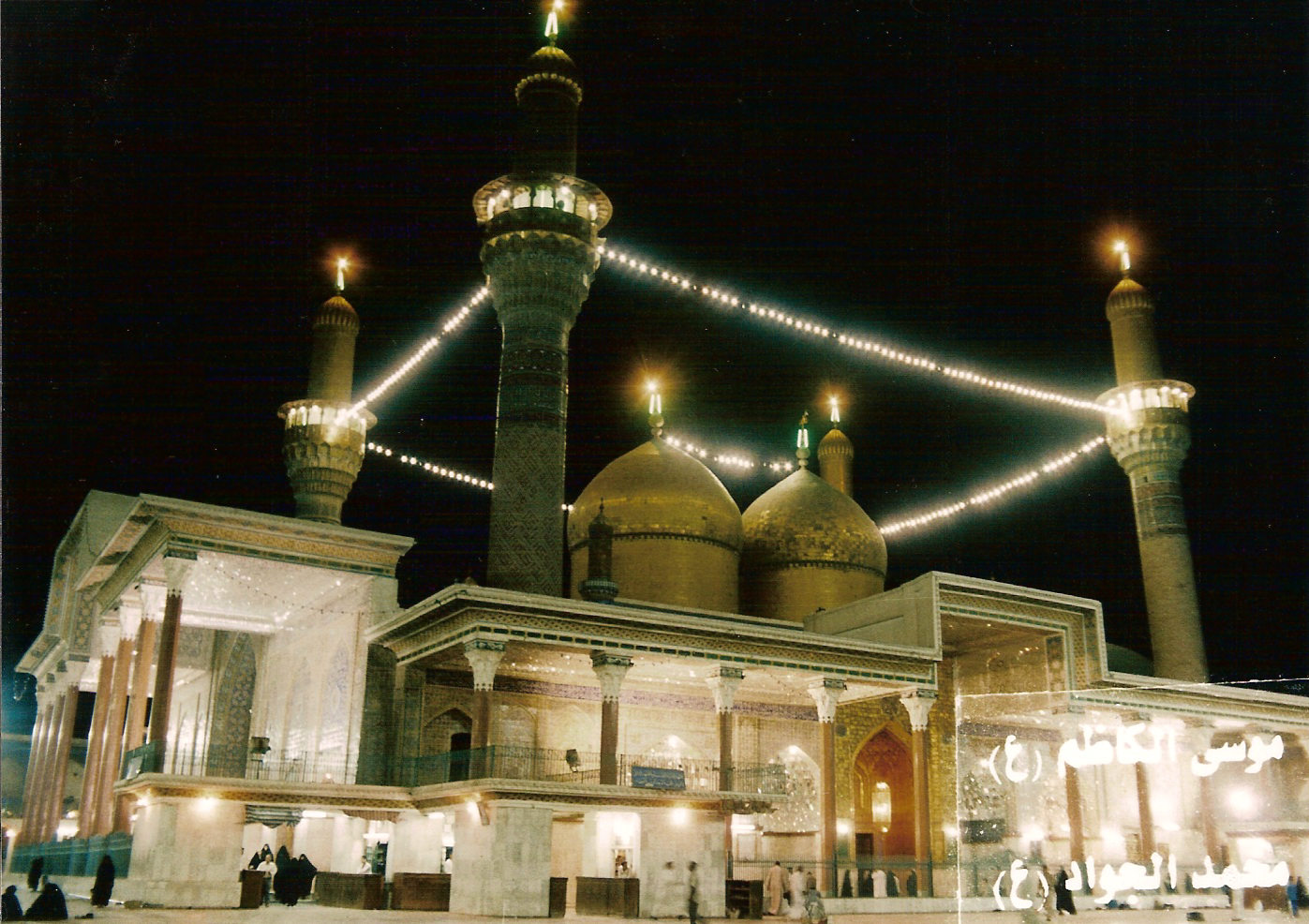
カージマイン・モスクのドームと尖塔

一方、スンニ派信者の多い地区にはアブ・ハニファ・モスクなどのスンニ派モスクがある。

### 博物館
「歴史的建造物」の節で示したように、バクダードでは歴史的建造物の多くは博物館に改装されている。
イラク王国成立時の1926年に創設されたイラク国立博物館は世界有数の考古学的博物館である。先史時代からメソポタミア文明、アッバース朝イスラーム帝国、および、イスラーム諸王朝の貴重な文化遺産・遺物が文明史ごとに28のギャラリーに分けて分類展示されている。しかし、2003年のイラク戦争の混乱に乗じて約1万5000点の収蔵品が密売目的で略奪されてしまい、これは世界的な話題となった。その後、数千点が返還されたものの、今なお数千点が行方不明のままである。この博物館には、古代史や各文明にかかわる諸言語の出版物を備えた考古学図書館も附設されている。
上記のほかには、自然史博物館、民俗博物館、国立近代美術館などがある。

### バグダード動物園
イラク戦争においてはバグダード動物園も米軍の攻撃対象とされた。バグダード陥落後、貧窮した一部の市民によって動物園は襲撃を受け、多くの動物が殺され、食べられたという。残された動物も不衛生なまま放置されていたが、南アフリカ共和国出身の自然保護活動家ローレンス・アンソニーが中心となって動物救済と動物園復興がなされた。

### その他
他の観光資源としては、イラク随一の繁華街であるラッ＝シード通り、また、市内各地の大モスクの周囲にひろがる古いスーク（市場）の街並みがある。バグダードは中近東において、とりわけ書店の数の多い都市であり、露天商も少なくない。
バグダードには、横幅50メートルにおよぶ『自由のモニュメント』（ジャワード・セリーム作）や「アラブの盾」を造形した巨大なドーム『無名戦士の墓』（ハーリド・アッ＝ラッハール作）、2つに割れた桃のかたちをした「殉教者の墓」（アルシャヒード・モニュメント、イスマーイール・ファッターハ・アッ＝トゥルクとサーマーン・アスアド・カマールの合作）などの巨大な記念物がある。その他、著名な彫刻として『アリババと40人の盗賊』『シャイアールとシェラザード』はともにムハンマド・ガニーの作品で街頭に所在し、ハーリド・アッ＝ラッハールの作品『前進』『アル・マンスールの像』はいずれもイラク国立博物館横にある。

## 市内行政区分
バグダード市は9区のなかに89（当初は88）の公共地域を有している。9区とは、
1. アッ＝ラシード（英語版）[35]…西岸旧市街
2. カルフ（英語版）[36]…西地区
3. カージミーヤ（英語版）[37]…北部地区
4. マンスール（英語版）…国際空港よりも西側の地区
5. ルサーファ（英語版）…東岸旧市街
6. カッラーダ（英語版）[38][39]…中央東岸の半島状の地区
7. サドル・シティ（英語版）[40]…東部新市街
8. アダミーヤ（英語版）…東地区
9. 新バグダード（英語版）[41]

であり、1.から4.まではティグリス川西岸、5.から9.は東岸に所在する。
89の地域は、イラク戦争のあった2003年までは、自治体による公的な配送サービスの管理には用いられていたが、政治的な機能をまったく有していなかった。2003年4月、米軍管理下の連合国暫定当局（CPA）は、これら89地域に新規の機能を創出していく事業をはじめた。地域執行部の選出する地域評議員選挙が最初の事業であり、現在では市内行政区として自治的役割を有するに至っている。

## 教育
バグダード大学は1958年に創立され、理学・工学・医学・政治・経済・文学の各学部を有する総合大学である。現政権のジャワド・マリキ（ヌーリー・マーリキー）やジャラル・タラバニ、フセイン政権時代のターハー・ムヒーウッディーン・マアルーフ、ラシード・M・S・アルリファイ、ターリク・ミハイル・アズィーズ、アッ＝サッハーフ、ナージ・サブリー、アワド・ハマド・バンダル、ニザール・ハムドゥーン、アービド・ハーミド・マフムード、またフセインの次男クサイなどはバグダード大学の出身者である。
アル・ムスタンスィリーヤ大学は、13世紀創設のマドラサ、ムスタンスィリーヤ学院の流れを汲む綜合大学である。

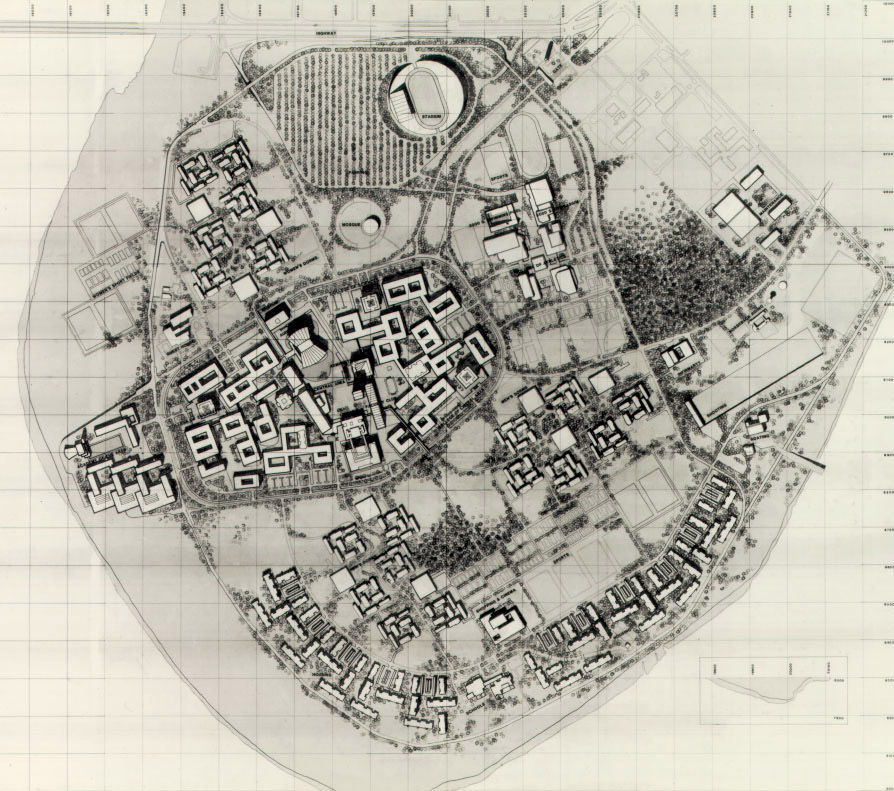
バグダード大学のキャンパス配置図

他に、フセイン長男ウダイの卒業したバグダード工科大学や、
- アン＝ナフライン大学（英語版）
- イスラーム大学バグダード校（英語版）
- アル＝ヒクマ大学（英語版）

などがある。

## 文化・スポーツ

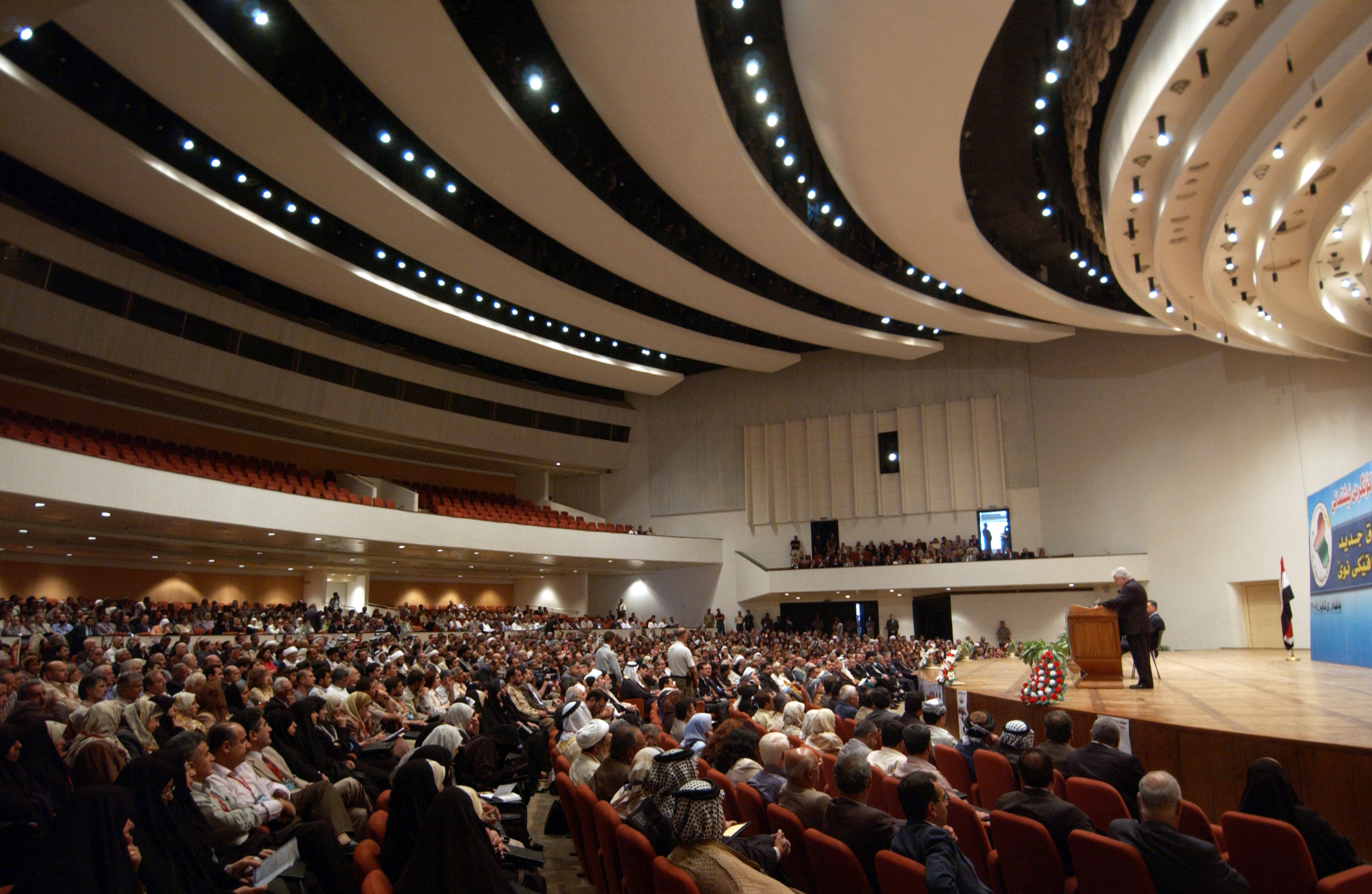
多くの催し物がひらかれるバグダード・コンベンション・センター

### 文化の概要
現在、バグダードで話されているアラビア語方言は、イラク国内の他の大都市の中心部で話されることばとは異なり、より遊牧民的な特徴をもっている。これは、中世以降遊牧を離れて帰農した人びとが多数この地に入植したことによって起こった可能性が考えられる。
バグダードはまた、現代アラブ文化のなかで常に重要な役割を担っており、著名な作家、音楽家、また、ヴィジュアル分野の芸術家たちの活動拠点となっている。

### 文化機関・施設

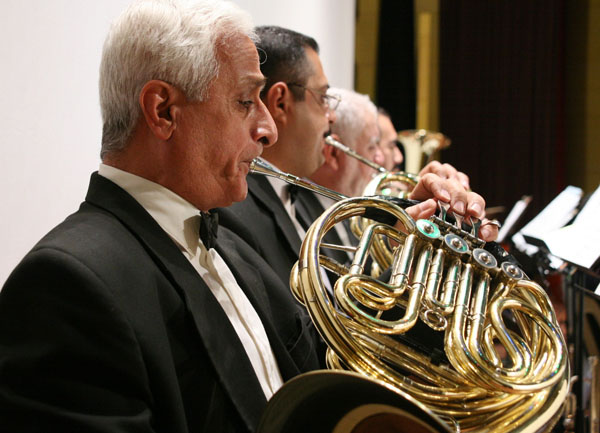
イラク国立交響楽団による2007年のコンサート

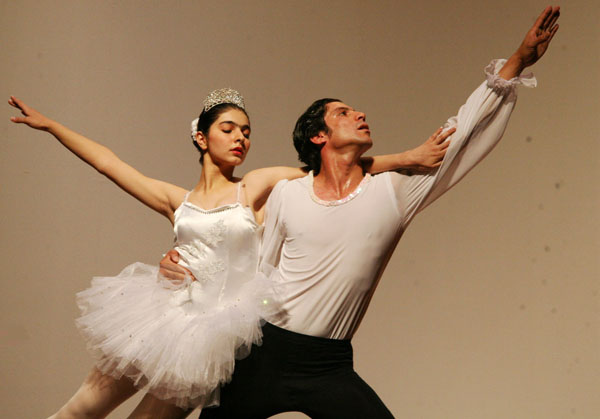
イラク国立バレエ団のダンサー

バグダード市には、国内の重要な文化機関・文化施設が集中している。
イラク国立交響楽団は1959年に正式に設立された交響楽団であり、第二次湾岸戦争では短期間リハーサルと公演を中断したが、その後は通常に復している。イラク戦争により楽団員も著しく減少したが、2010年5月にはアメリカ人少年との共演もなされた。
イラク国立劇場は、2003年のイラク攻撃の際に略奪に見舞われた施設であるが、目下、修復にむけた努力が続けられている。2006年6月にはイラク戦争後はじめてとなる「イラク映画祭」がおこなわれた。
劇場の生（ナマ）の舞台は、国際連合の制裁によって外国映画輸入制限のあった1990年代を通じ、当局からの援助を受けてきた。また、30ほどあった映画館はすべて生ステージに転換され、広範囲にわたってコメディーないしドラマ作品の制作をおこなったと報告されている。
バグダードで文化教育のために供される公共施設は、音楽アカデミー、美術協会およびバグダード音楽バレエ学校に帰属している。

### スポーツ
イラクスーパーリーグ（Dawri Al-Nokhba）に属するアル・ザウラ、アル・タラバ（学生のクラブ）、アル・クワ・アル・ジャウィヤ（空軍兵士のクラブ）、アル・ショルタ（警察）など、多くの有力なサッカークラブがバグダードを本拠地としている。バクダード最大のアル・シャアブ・スタジアムは、1966年に開園されたスタジアムである。これよりもはるかに大規模なスタジアムの建設もはじまっているが、まだ工事に着手したばかりの段階である。

## 主要な通り・道路

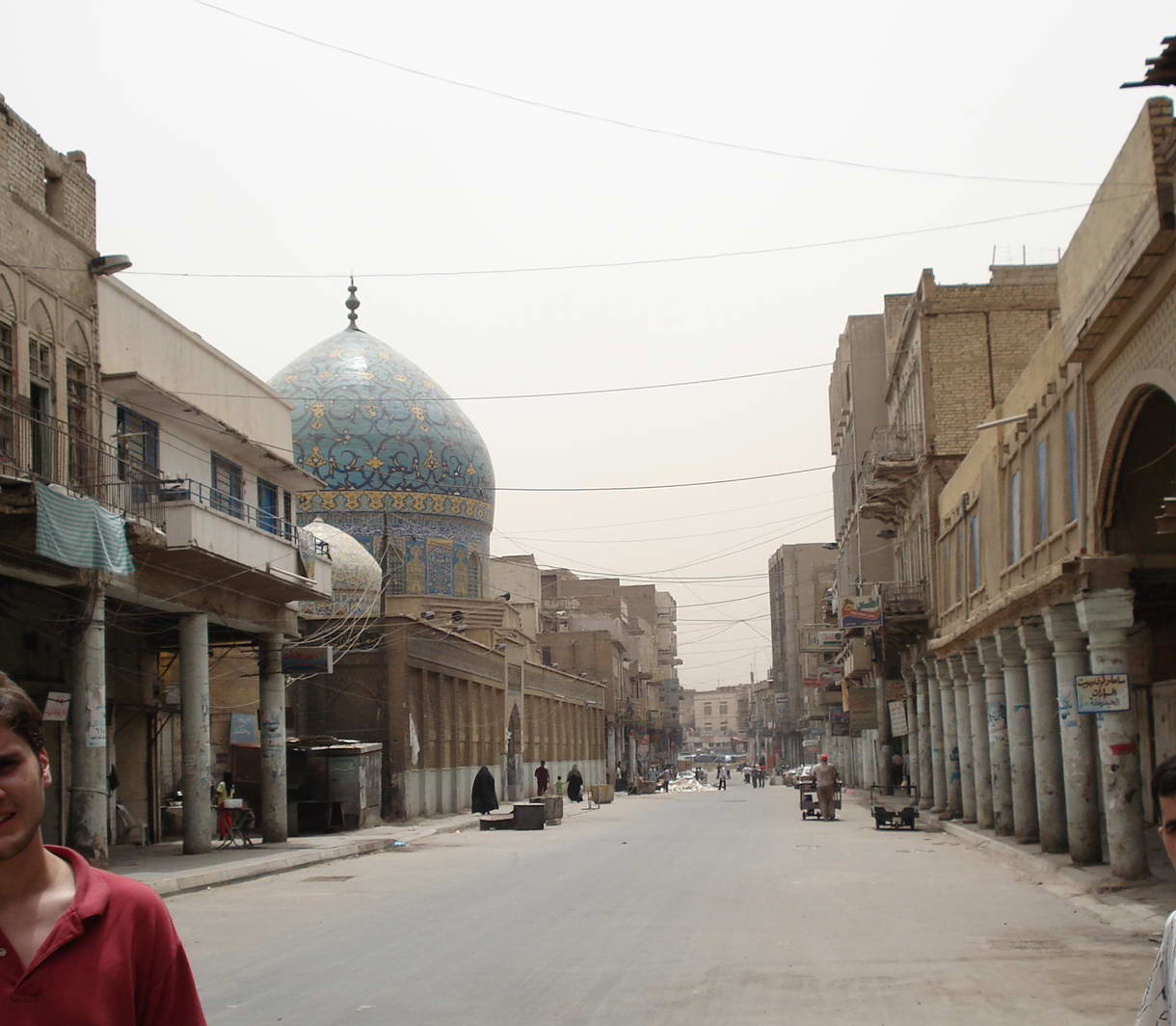
バグダード中心部にあるアッ・ラシード通り

- ハイファ通り（英語版）
- ムタナッビー通り（英語版）
- アッ・ラシード通り（英語版）
- アル・ジャムフリーヤ通り（英語版）
- フィラスティーン（パレスチナ）通り（英語版）
- バグダード空港道路（英語版）

## 友好都市
- アンマン（ヨルダン）
- 平壌（朝鮮民主主義人民共和国）
- ベイルート（レバノン）[46]
- カイロ（エジプト）
- ドバイ（アラブ首長国連邦）
- サナア（イエメン）[47]